# Lago Schwielow
El lago Schwielow (en alemán: Schwielowsee) es un lago situado al oeste de la ciudad de Berlín, en el distrito rural de Potsdam-Mittelmark, en el estado de Brandeburgo (Alemania), a una elevación de 29.3 metros; tiene un área de 786 hectáreas.
El lago es atravesado por el río Havel que se dirige hacia el lago Templiner.